# Nymphargus cochranae
Nymphargus cochranae är en groddjursart som först beskrevs av Coleman J. Goin 1961.  Nymphargus cochranae ingår i släktet Nymphargus och familjen glasgrodor. IUCN kategoriserar arten globalt som sårbar. Inga underarter finns listade i Catalogue of Life.